# Полканов, Александр Алексеевич
Алекса́ндр Алексе́евич Полка́нов (25 мая 1888, Кострома — 10 января 1963, Ленинград) — советский учёный-геолог, минералог, петрограф, проректор Пермского университета (1920), заслуженный деятель науки РСФСР (1959), профессор (1930), академик АН СССР по Отделению геолого-географических наук (петрография, геология) (с 1943). Лауреат Ленинской премии (1962).

## Биография
Родился в Костроме 13 (25) мая 1888 года в многодетной трудовой семье. Отец его работал на текстильной фабрике, одним из владельцев которых был знаменитый создатель картинной галереи в Москве — П. М. Третьяков.
В 1906 году с отличием окончил костромскую гимназию и поступил на естественное отделение физико-математического факультета Московского университета, где слушал лекции по минералогии академика В. И. Вернадского. В 1909 году перевёлся в Петербургский университет, который окончил в 1911 по специальности геология и минералогия с дипломом I-й степени. Ещё будучи студентом, А. А. Полканов начал заниматься исследовательской работой, выбрав для диплома петрографическое описание горы Куховара на северо-восточном берегу Ладожского озера. Данный диплом послужил основой для первой научной статьи, опубликованной в 1912 году.
А. А. Полканов также проходил стажировку в Санкт-Петербургском горном институте у академика Е. С. Фёдорова, создателя теодолитного метода исследования оптических свойств материалов. Идеи данного петрографа оказали большое влияние на А. А. Полканова, который считал академика своим вторым учителем после В. И. Вернадского. Как отмечал сам А. А. Полканов, особое впечатление на него произвёл доклад Е. С. Фёдорова под названием «Что есть научного в петрографии?», прочитанный в 1911 году в Минералогическом обществе.
А. А. Полканов в противовес классической описательной петрографии разрабатывал различные аспекты генетической петрографии, или петрологии магматических тел. Идея кристаллизационной дифференциации, которую он позднее развивал, воспринята им от Е. С. Фёдорова, научное же признание она получила после экспериментальных работ Н. Л. Боуэна и его школы в США.
Был оставлен при университете для подготовки к профессорскому званию; в 1911—1915 годах работал здесь под руководством Е. С. Фёдорова. В 1912—1913 — в Санкт-Петербургском горном институте. После сдачи магистерских экзаменов и получения звания приват-доцента А. А. Полканов был откомандирован в Пермский университет, где за четыре года прошёл путь от доцента и заведующего кафедрой до исполняющего обязанности ректора. Здесь он проводил лекции специальных курсов по кристаллографии, минералогии, породообразующим минералам, методам петрографических исследований и петрологии.
С 1916 года — заведующий минералогическим кабинетом Пермского университета. В 1918—1919 исполнял обязанности секретаря, затем декана сельскохозяйственного и лесного факультета.
Летом 1919 года был эвакуирован вместе с частью учебно-вспомогательного и преподавательского состава Пермского университета в Томск. С осени 1919 года до лета 1920 года — приват-доцент на физико-математическом факультете Томского университета.
С 8 мая 1920 года по 2 ноября 1920 года был помощником ректора (проректором) Пермского университета. С 1920 по 1921 годы — профессор заведующий кафедрой минералогии. С научной целью и для приобретения оборудования для университета в 1921 году выезжал в Петроград, Кострому и на Мурман. Провёл большую работу по созданию кафедры, лаборатории и музея.
В 1921 году возвратился в Петроград, где параллельно с педагогической деятельностью в университете начал работать в Геологическом комитете (позже Центральный научно-исследовательский геологоразведочный институт, затем Всесоюзный научно-исследовательский геологический институт). С 1921 по 1928 состоял геологом-адъюнктом, а с 1928 по 1939 — старшим геологом.
С 1921 по 1941 проводил изучение двух проблем: геологии докембрия Балтийского щита и петрологии интрузивных пород.
В своих исследованиях А. А. Полканов, впервые для Кольского полуострова, дал описание разнообразных горных пород, выяснил условия возникновения и метаморфизма пород докембрийских комплексов, выделил основные эпохи диастрофизма (тектонических движений), магматические циклы и, наконец, осветил вопросы металлогении и образования различных месторождений полезных ископаемых. Это упрочило его известность не только в СССР, но и широко за пределами страны.
А. А. Полканов в качестве руководителя секции докембрия принимал участие на XVII сессии Международного геологического конгресса (1937 г.) в подготовке, организации и проведении северной экскурсии конгресса.
В 1911 и 1913 годах работал на Кольском полуострове — исследовал высокотемпературные изменения горных пород в контакте с интрузиями.
Изучал разнообразные щелочные породы: их происхождение, структуру и механизм внедрения интрузий.
Участвовал в организации геологических и структурных исследований щелочных пород Хибинского и Ловозерского массивов.
Был инициатором поисковых работ и разведки на Кольском полуострове. Эти исследования приобрели особенно важное значение в связи с выявлением перспектив минерально-сырьевой базы.
В конце 1930-х годов являлся консультантом геологов, проводивших составление геологических карт в Кольско-Карельском регионе.
В 1921—1941 годах читал в Ленинградском университете и Горном институте курсы: «петрография», «полевая геология», «железные руды СССР» и два курса, новых для высшей школы страны,— «структурный анализ интрузивных массивов» и «метаморфизм горных пород». С 1921 — доцент, с 1930 — профессор, с 1931 по 1960 — заведующий кафедрой ЛГУ.
В 1917—1939 годах — сотрудник геологического комитета ВСЕГЕИ, в 1939—1945 — директор Института земной коры при Ленинградском университете. В 1943 — академик АН СССР, в 1949 — основатель лаборатории геологии докембрия АН СССР и впоследствии — первый директор Института геологии и геохронологии докембрия (1950—1963).
В 1946—1950 годах — председатель Президиума Карельского филиала АН СССР. В 1946—1947 гг. — первый директор Карело-Финской научно-исследовательской базы АН СССР (ныне КарНЦ РАН).
В начале Великой Отечественной войны находился в Ленинграде, однако его научная деятельность не останавливалась. В августе 1942 г. в состоянии крайнего истощения был эвакуирован в Саратов, куда временно перевели Ленинградский университет.
Некоторые подробности жизни А. А. Полканова в военное время можно найти в его переписке с академиком В. И. Вернадским в 1936—1943 годах. В. И. Вернадский первым из русских учёных сформулировал главные задачи перспективных исследований в области радиохимии для целей геологии. Видное место среди них занимали проблемы абсолютной геохронологии.
В 1943 году за обобщающие исследования по геологии докембрия Кольского полуострова, Карелии и Украины, исследование по петрологии интрузивных образований и метаморфических пород, обобщающие выводы по металлогении Кольского полуострова и создание научной школы геологов-петрологов А. А. Полканов был избран действительным членом Академии наук СССР.
При его непосредственном участии создаются Карельская база и Карельский филиал АН СССР, где он первое время занимает пост председателя Президиума КарНЦ РАН. Являлся инициатором обсуждения создания отдела докембрия в Институте геологических наук АН СССР в Москве.
Пытался организовать совместные работы со специалистами по докембрию, с которыми велась переписка.
Был назначен директором Лабораторию геологии докембрия в Ленинграде в 1950 году, куда позже привлёк таких видных учёных, как Н. А. Елисеев, В. А. Николаев, С. В. Обручев, Н. Г. Судовиков и Э. К. Герлинг. Постепенно под руководством А. А. Полканова лаборатория превращалась в ведущее научное учреждение по комплексному изучению докембрийских формаций. Основной деятельностью А. А. Полканова стало внедрение в геологическую практику радиохимических методов определения абсолютного возраста пород и минералов. Совместно с Э. К. Герлингом он широко развернул эти исследования в лаборатории, внеся их в повседневную геологическую практику сотрудников, а также, привлёк к ним другие научные и производственные геологические учреждения СССР и зарубежных стран.
До конца своих дней А. А. Полканов работал на кафедре петрографии Ленинградского университета и вёл занятия. Благодаря ему многие геологи стали кандидатами, докторами наук, членами Академии наук СССР и академий наук союзных республик, в том числе и его ученики за рубежом.
С 1953 года работал в Комиссии АН СССР по определению абсолютного возраста геологических формаций, с 1957 г. — в Комиссии по проблеме «Тектонические карты Европы и мира», в с 1962 г. — в Комитете по созданию Атласа литологии и палеогеографии нижнего протерозоя СССР. Был членом Международной ассоциации геологов по изучению глубинных зон земной коры. С 1958 г. являлся почётным членом Французского геологического общества, а с 1960 г. — Шведского геологического общества.
В честь А. А. Полканова названы холмы Полканова в Антарктиде (Берег Принца Улафа, 67°59′ ю.ш., 44°05′ в.д., обследованы Советской Антарктической экспедицией в 1962 году, название присвоено не позже 1965 года).

## Научные достижения

### Практика
В 1917 изучал геологию и полезные ископаемые вдоль трассы железной дороги на участке от станции Оленья до Мурманска. Стал первооткрывателем оленегорских железных руд.
С 1923 по 1927 г. проводил геологическую съёмку и составил 10-вёрстную геологическую карту Европейской России.
Участвовал в открытии на Кольском полуострове железорудных и титаномагнетитовых месторождений, а на Украине месторождений пьезокварца.
Совместно с Э. К. Герлингом стал одним из основателей международных методов определения абсолютного возраста Земли и горных пород. За это время им были разработаны и внедрены в практику новые методы, основанные на калий-аргоновом методе определения абсолютного возраста геологических формаций (Ленинская премия, 1962).
Опираясь на опыт геологических исследований в Сибири и в северо-западной части страны, а также на фундаментальные разработки в области физической химии и на выдающиеся достижения ядерной физики, внедрил в практику геологических, петрологических и геохимических исследований новейших технологий и рождение таких наук как структурная геология, физико-химическая петрология, общая и изотопная геохимия.

### Теория
Диплом А. А. Полканова, посвящённый петрографическому описанию горы Куховара, стал основой первой научной статьи, опубликованной в 1912 г.
В сферу научных исследований учёного входили проблемы петрографии, петрологии, геологии древнейших кристаллических щитов, тектоники, метаморфизма, структурной геологии, стратиграфии и геохронологии докембрия, металлогении, четвертичной геологии.
В 1916 г. прочитал доклад «Находка железных руд в Русской Лапландии» в Обществе естествоиспытателей, в котором объявил, что нашёл выходы магнитного железняка по рекам Уре и Лице.
Впервые в отечественной литературе привёл конкретное описание механизма кристаллизационной дифференциации в своей работе о несимметричной дайке диабаза (1924).
В 1931 г. издал руководство по метаморфизму, которое стало настольной книгой для ряда поколений петрографов.
В 1933 г. совместно с В. К. Котульским и С. Ф. Малявкиным опубликовал работу «Проблема Кольского полуострова».
Автор четырёх монографий: геология докембрия Кольского полуострова (1935, 1936, 1937), сводные обзоры по восточной части Балтийского щита (1937, 1939), «Геолого-петрологический очерк северо-западной части Кольского полуострова» (1935), «Петрология плутона Гремяха-Вырмес, Кольский полуостров» (1941, совместно с Н. А. Елисеевым).
В период эвакуации разработал новую генетическую классификацию интрузивных тел.
В тяжёлых условиях блокады написал учебное пособие «Основы петрологии магматических образований».
В 1950-е годы написал несколько программно-методических работ по теоретическим вопросам изучения магматических пород.
Им разработана первая геохронологическая шкала докембрия Балтийского щита. Труды А. А. Полканова по геологии Балтийского щита способствовали освоению минерально-сырьевых богатств Кольского полуострова и Карелии.
А. А. Полканов опубликовал более 150 печатных трудов. Основные из них по петрологии горных пород и геохронологии докембрия Балтийского щита и Украины.

## Награды и звания
- 1944 — Орден Трудового Красного Знамени (21 февраля)
- 1945 — Орден Трудового Красного Знамени (10 июня)
- 1954 — Орден Ленина
- 1959 — Заслуженный деятель науки РСФСР
- 1962 — Ленинская премия, за открытие и разработку калий-аргонового метода определения абсолютного возраста геологических формаций[10]

## Членство в организациях
- 1959 — Почётный член Французского геологического общества,
- 1961 — Почётный член-корреспондент Шведского геологического общества[10].